# Алфа дог
„Алфа дог“ (на английски: Alpha Dog) е щатска криминална драма от 2006 г., написан и режисиран от Ник Касаветис, базиран на истинската история за отвличането и убийството на Никълъс Марковиц през 2000 г. Във филма участват Емил Хърш, Джъстин Тимбърлейк, Бен Фостър, Шон Хатози, Антон Йелчин, Кристофър Маркет, Оливия Уайлд, Аманда Сайфред, Хари Дийн Стантън, Шарън Стоун и Брус Уилис. „Алфа дог“ е първоначално екранизиран от Филмовия фестивал във Сънданс на 27 януари 2006 г., и е пуснат по кината на 12 януари 2007 г.